# Альфонсо II д’Эсте
Альфонсо II д’Эсте (итал. Alfonso II d'Este; 22 ноября 1533, Феррара — 27 октября 1597, Феррара) — герцог Феррары, Модены и Реджио (1559—1597). Являлся представителем династии Эсте.

## Биография
Альфонсо был старшим сыном Эрколе II д'Эсте и Рене Французской, дочери короля Франции Людовика XII и Анны Бретонской. Будучи ещё юношей, состоял на службе у французского короля Генриха II и воевал против Габсбургов. Вскоре после того, как вернулся в Феррару и сделался герцогом, папа римский вынудил Альфонсо выслать свою мать обратно во Францию, в связи с её кальвинистским вероисповеданием. В 1583 году заключил союз с императором Священной Римской империи Рудольфом II во время войны Османской Империи с Габсбургами в Венгрии. В 1587 году участвовал в королевских выборах в Речи Посполитой, но неудачно.

## Покровитель наук и искусств
При правлении Альфонсо II герцогство достигло высшей точки славы. Ко двору д’Эсте были привлечены такие известные в своё время поэты, музыканты и философы, как Торквато Тассо, Баттиста Гуарини, Луццаско Луццаски, Эрколе Боттригари и Чезаре Кремонини.
Альфонсо содержал Кончерто делле Донне — женский вокальный ансамбль, знаменитый своим исполнительским мастерством. Серьёзные средства герцог также потратил на восстановление замка Эстенсе, разрушенного после землетрясения в 1570 году.
Огромные расходы на войны, дипломатию и открытую роскошную жизнь в результате нанесли значительный ущерб казне герцогства, вместе с тем подорвав и экономическое состояние самого народа.

## Браки и дети
- 3 июля 1558 года Альфонсо женился на Лукреции де Медичи, дочери Козимо I Медичи и Элеоноры Толедской. Через два года после свадьбы герцогиня умерла, предположительно, от отравления ядом.
- 5 декабря 1565 года Альфонсо женился во второй раз на Барбаре Австрийской (30.04.1539 — 19.09.1572), восьмой дочери Фердинанда I, императора Священной Римской Империи и Анны Богемской и Венгерской.
- 24 февраля 1579 Альфонсо женился в третий раз на Маргарите Гонзага (27.05.1564 — 6.01.1618), старшей дочери Гульельмо I, 3-го герцога Мантуи и 1-го герцога Монферрато и Элеоноры Австрийской. Последняя являлась племянницей второй жены Альфонсо — Барбары Австрийской.

У герцога не было детей, как законных, так и внебрачных.

## Престолонаследие
Со смертью Альфонсо II в 1597 году законная линия династии оборвалась. Император Священной Римской империи, Рудольф II, признал наследником кузена умершего, Чезаре д'Эсте, которому на тот момент было 24 года. Между тем, правопреемственность была подтверждена лишь императором, но никак не папой римским. В 1598 году Феррарское герцогство перестало существовать и стало частью Папской Области. Такое решение принял папа Климент VIII; он признал власть Чезаре нелегитимной и сомнительной.

## Интересные факты
- Многие специалисты сходятся во мнении, что именно Альфонсо II — герой поэмы Роберта Браунинга Моя покойная герцогиня.